# BLAG
BLAG (blag linux and gnu) est une distribution GNU/Linux basée sur Fedora et exclusivement constituée de logiciels libres.
Développé par le Brixton Linux Action Group, un groupe de Britanniques militants pour une information et une technologie ouvertes — le logiciel libre incarnant à leurs yeux la meilleure solution à leurs idéaux — BLAG est un dérivé Fedora 100 % libre sur un CD et dotée de toutes les applications manquantes pour le multimedia, le partage de données, etc. De surcroît, cette distribution GNU/Linux est dotée de nombreuses optimisations et utilise APT doté de sa front-end Synaptic pour la gestion des paquets.
La version actuelle, BLAG 140000, est basée sur Fedora 14 (sortie en 2010).

## Notice technique
- gestionnaire de paquets : RPM
- famille : GNU/Linux
- noyau : Linux-libre